# Wohn- und Wirtschaftsgebäude Ellerbruch 19
Das Wohn- und Wirtschaftsgebäude Ellerbruch 19 der Jägerei Wingst in der niedersächsischen Samtgemeinde Land Hadeln, Gemeinde Wingst, im Landkreis Cuxhaven, stammt vom Ende des 18. Jahrhunderts. Aktuell (2024) wird es als Wohnhaus und gewerblich (Holzhof) genutzt.
Das Gebäude steht unter Denkmalschutz (siehe auch Liste der Baudenkmale in Wingst).

## Geschichte und Beschreibung
Wingst wurde 1301 als Wingsthöhe erstmals erwähnt und als organisatorische Einheit Wingster District erst um 1770. Das Wohn- und Wirtschaftsgebäude des ehemaligen Forsthofes steht am Waldrand. Die private Forstverwaltung von der Wense bewirtschaftet in der vierten Generation den zusammenhängenden Privatwald. Seit 800 Jahren betreibt die Familie von der Wense Forstwirtschaft, vormals in der Gemarkung Wense in der Heide bei Dorfmark (Bad Fallingbostel).
Das eingeschossige giebelständige Gebäude als Zweiständer-Hallenhaus in Fachwerk mit Steinausfachungen und reetgedecktem Satteldach wurde 1799 (Inschrift) gebaut. Einige Wände (u. a. Wohngiebel) wurden teilweise durch massives Backsteinmauerwerk ersetzt. Der Wirtschaftsgiebel mit enger Ständerstellung, korbbogiger Grooten Door und dem auf profilierten Knaggen leicht vorspringenden Giebeldreieck sowie mit einem großen Schild, wurde im oberen Bereich mit Schieferplatten verkleidet,
Das Landesdenkmalamt befand u. a.: „… regions- und zeittypisches Hallenhaus …“